# Caralluma gracilipes
Caralluma gracilipes är en oleanderväxtart som beskrevs av Karl Moritz Schumann. Caralluma gracilipes ingår i släktet Caralluma och familjen oleanderväxter. Inga underarter finns listade i Catalogue of Life.